# Bobróvytsia
Bobróvytsia (en ucraniano: Бобро́виця) es una ciudad ucraniana perteneciente al raión de Nizhyn de la óblast de Chernígov.
En 2022, la ciudad tenía una población de 10 653 habitantes. Es sede de un municipio que incluye como pedanías cuarenta localidades rurales, con una población municipal total de unos veinticinco mil habitantes. El municipio fue creado en 2017 mediante la fusión del ayuntamiento urbano de Bobróvytsia (que hasta entonces incluía solamente seis pedanías: Zatyshia, Makárivka, Myrne, Trávkyne, Urozhaine y Vyshneve) con los vecinos consejos rurales de Branytsia, Bryhyntsí, Havrýlivka, Horbachí, Kobyzhcha, Kozatske, Markivtsí, Ozeriany, Oleksándrivka, Osokórivka, Petrivka, Pisky, Rúdkivka, Svydovets, Stará Basán, Sujynia, Shchásnivka y Yaroslavka. El área formaba parte hasta 2020 del raión de Bobróvytsia, del que esta ciudad era capital.
Se ubica a orillas del río Býstrytsia, a medio camino entre la capital distrital Nizhyn y la capital nacional Kiev.

## Historia
Se cree que tiene su origen en una antigua ciudad de la Rus de Kiev llamada "Obrovi" (Оброві), cuya existencia en documentos se conoce desde 1078. Sin embargo, la localidad actual fue fundada en 1597 por la República de las Dos Naciones como un miasteczko llamado originalmente "Myjailiv" (Михайлів), con derecho a organizar mercado todos los lunes. En 1602 adoptó su topónimo actual. Tras la rebelión de Jmelnitski, en 1654 se estableció aquí la sede de una sotnia del regimiento cosaco de Kiev. Posteriormente, en 1782 el Imperio ruso fijó aquí la sede de una vólost en el uyezd de Kozelets. En 1807 se abrió aquí una fábrica de azúcar, que existió hasta que fue incendiada en 1854 en una huelga. A mediados del siglo XIX ya tenía tres mil habitantes, aunque seguía siendo una localidad rural.
El desarrollo urbano de Bobróvytsia comenzó en 1868, cuando se abrió aquí una estación de ferrocarril en la línea de Kiev a Nizhyn, que destacó por ser la única preparada para mercancías en la zona de Kozelets. La RSS de Ucrania le dio en 1923 el estatus de asentamiento de tipo urbano y capital del raión de Bobróvytsia. En 1958 pasó a ser ciudad de importancia distrital. En el censo de 1989, inmediatamente antes de la disolución de la Unión Soviética, la ciudad llegó a tener una población de casi trece mil habitantes.